# 银湾桥水库
银湾桥水库是中国江西省吉安市吉安县固江镇境内的一座水库，位于赣江水系文石河上，建于1960年。水库正常库容为1900万立方米，平均水深为11.62米，集雨面积为37.4平方千米，海拔为92.5米。